# كلارنس ميتشيل الثالث
كلارنس ميتشيل الثالث هو سياسي أمريكي، ولد في 14 ديسمبر 1939 في سانت بول في الولايات المتحدة، وتوفي في 11 أكتوبر 2012 في بالتيمور في الولايات المتحدة. نشط حزبياً في الحزب الديمقراطي. وقد انتخب عضو مجلس ولاية ماريلند ‏ وانتخب عضو مجلس النواب لولاية ماريلند ‏.